# 러블리 로즈
《러블리 로즈》(Owl And The Sparrow, 베트남 개봉 제목: Cú và chim se sẻ)는 베트남에서 제작된 스테판 거져 감독의 2007년 드라마 영화이다. 캣 라이 등이 주연으로 출연하였고 Van Quan Nguyen 등이 제작에 참여하였다.

## 출연

### 주연
- 캣 라이
- 레 더 루
- 팜 티 한

### 조연
- 팜 티 한